# Indri llanós dels Moore
L'indri llanós dels Moore (Avahi mooreorum) és un indri llanós. Com tots els lèmurs, és endèmic de Madagascar. Té el pelatge marró gris i la cua vermellosa. Fou batejat en honor de la Fundació Gordon i Betty Moore, de San Francisco.